# Calle del Puente de Sancti Spiritu
La calle del Puente de Sancti Spiritu es una vía pública de la ciudad española de Segovia.

## Descripción
La vía discurre desde el paseo de los Tilos hasta el de Ezequiel González. En el pasado, discurría por debajo el arroyo Clamores. Aparece descrita en Las calles de Segovia (1918) de Mariano Sáez y Romero con las siguientes palabras:

Sancti Spiritus (Paseo o Puente de).—Desde la calle de San Valentín, por el Paseo de los Tilos, llega al Paseo de D. Ezequiel González. El edificio llamado Asilo municipal de Sancti Spiritus a orilla del arroyo Clamores, que cobija a algunos ancianos hijos de la ciudad, tenía antes una iglesia para el servicio del hospital fundado en 1573 con recursos de la Encomienda del Espíritu Santo, y después destinado a la curación de bubas, resfriados y sudores de pelaires y corambreros de las tenerías, enfermos por agua, de las fábricas de curtidos próximas a este sitio. Esta encomienda estaba para criar niños desamparados de sus padres, y no empleando bien las rentas, tomó posesión de ella la ciudad en el año referido, obligándose su comendador a dar 90.000 maravedises al año. De la iglesia no existe más que la nave completamente desmantelada. Por bajo de este puente de Sancti Spiritus pasa el Clamores encauzado y cubierto hasta su salida del arco, de modo que el objeto del puente ya no tiene su destino propio, y sólo sirve como paseo salvando la comunicación entre sus extremos. El sitio, libre ya de los malos olores del arroyo, es grato a la vista, poblado de altos árboles que suben desde el valle, tiene cierto carácter decorativo, y es verdaderamente deplorable que los pretiles y remates del puente, unas grandes bolas que adornaban su balaustrada hayan desaparecido. De algún tiempo a esta parte por poca vigilancia, por tolerancia mal entendida y sobre todo por falta de educación o ciudadanía y existir bandas, que hemos de creer sean poco numerosas, de destructores peor que rifeños, vemos por esas calles y afueras de la ciudad verdaderos destrozos y sensibles daños en monumentos, bancos, árboles, fachadas y otros sitios y desmanes que si no cesan deben ser castigados como merecen para que quede en su lugar el buen nombre de Segovia.
(Sáez y Romero, 1918, pp. 154-155)